# Mission (Oregon)
Mission és una concentració de població designada pel cens dels Estats Units a l'estat d'Oregon. Segons el cens del 2000 tenia 1.019 habitants.

## Demografia
Segons el cens del 2000, Mission tenia 1.019 habitants, 330 habitatges, i 242 famílies. La densitat de població era de 51,5 habitants per km².
Dels 330 habitatges en un 43% hi vivien nens de menys de 18 anys, en un 38,8% hi vivien parelles casades, en un 26,7% dones solteres, i en un 26,4% no eren unitats familiars. En el 22,1% dels habitatges hi vivien persones soles el 10% de les quals corresponia a persones de 65 anys o més que vivien soles. El nombre mitjà de persones vivint en cada habitatge era de 3,09 i el nombre mitjà de persones que vivien en cada família era de 3,56.
Per edats la població es repartia de la següent manera: un 37,8% tenia menys de 18 anys, un 9% entre 18 i 24, un 27,4% entre 25 i 44, un 18,9% de 45 a 60 i un 6,9% 65 anys o més.
L'edat mediana era de 27 anys. Per cada 100 dones de 18 o més anys hi havia 82,2 homes.
La renda mediana per habitatge era de 32.500 $ i la renda mediana per família de 35.417 $. Els homes tenien una renda mediana de 29.125 $ mentre que les dones 24.766 $. La renda per capita de la població era de 12.288 $. Aproximadament el 18,9% de les famílies i el 23,3% de la població estaven per davall del llindar de pobresa.

## Poblacions properes
El següent diagrama mostra les poblacions més properes.